# Nina Van Rompaey
Nina Van Rompaey (16 maart 1987) is een Vlaamse actrice. Ze is het kind van een Russische vader en Kazachse moeder, maar woont al sinds haar jeugd in België. 
Als kind startte Van Rompaey met een ballet- en theateropleiding in Kazachstan, die ze een doorstart gaf nadat ze naar Vlaanderen verhuisde. Na enkele jaren in het Vlaamse kunstcircuit, werd ze opgepikt als model en actrice voor reclamefilms. Sinds 2006 is ze actief als televisie- en filmactrice, waarbij tot dusver veelal haar etnische achtergrond werd uitgespeeld. Van Rompaey kan naast het Nederlands en Engels immers putten uit haar kennis van het Russisch als moedertaal.
In 2012 volgde Van Rompaey bijkomende acteeropleidingen in Berlijn en aan de John Flanders Acting Studio in Brussel. In 2013 tourde ze door Vlaanderen met de theatervoorstelling Na mij komt de dood, waarin onder meer ook R.Kan Albay en Mark Stroobants meespeelden.

## Filmografie

### Film
- 2006: The Dearly Departed - Meisje op de trein
- 2010: Wolf - Irina Sherbadze
- 2012: Broken Fate Line - Suzan
- 2012: De laatste hand - Lina Berisha
- 2012: Jackie - Redactrice

### Televisie
- 2020: The Thieves of the Wood (Netflix) - De Bende van Jan De Lichte (Streamz) - Dory
- 2006: Roots of All Evil - Vriendin van maffiabaas
- 2008: Matroesjka's 2 - Mila
- 2009: Code 37: "Toegevoegde tijd" - Natacha Belanov
- 2012: Wolven: "De jacht is open" - Irina Sherbadze
- 2013: Binnenstebuiten: "Als de rook om je hoofd is verdwenen" - Olga Pavlova
- 2013: Familie - Annabel
- 2013: The White Queen: "The King Is Dead" - Meid
- 2014: Binnenstebuiten 2 - Olga Pavlova
- 2015: De Ridder: "Een vechtersbaas van 23" en "Een verkrachtingsslachtoffer van 23" - Velina Svilicic
- 2015: The Team - Dwangarbeidster
- 2015: Vermist: "Sofia" - Irina
- 2016: Coppers: "Joelia" - Joelia Andreva